# Safety (filme)
Safety é um filme de drama biográfico. Dirigido por Reginald Hudlin, produzido por Mark Ciardi e escrito por Randy McKinnon e Nick Santora, o filme é baseado na história de Ray McElrathbey com Jay Reeves no papel principal. O longa-metragem, uma produção da Walt Disney Pictures, foi lançado no Disney+ em 11 de dezembro de 2020.

## Enredo
O filme se concentra em Ray Mc Elrathbey, um jovem que enfrenta várias experiências desafiadoras em sua vida pessoal. Sua esperança e persistência auxiliam em suas buscas, supera suas provações e permitem que ele jogue futebol com uma bolsa de estudos na Universidade Clemson; enquanto ele luta para criar e cuidar de seu irmão de 11 anos, Fahmarr, no campis, longe de sua mãe Tonya, que não consegue manter a custódia deles devido às suas lutas contra o vício em drogas.

## Elenco
- Jay Reeves como Ray McElrathbey
  - Javien Jackson como Jovem Ray
- Thaddeus J. Mixson como Fahmarr McElrathbey
- Corinne Foxx como Kaycee Stone
- Matthew Glave como Treinador Tommy Bowden
- James Badge Dale como Treinador Simmons
- Hunter Sansone como Daniel Morelli
- Miles Burris como Keller
- Isaac Bell como Fresh / Eugene
- Elija Bell como Pop / Marcus
- Chris Setticase como Tobin
- Stephen Brown como Isaiah
- Luke Tennie como Solomon
- Coco Hillary como Morrow
- Amanda Warren como Tonya McElrathbey
- Alex AJ Gardner como Drew
- Tom Nowicki como Dr. Matthews
- Kylee Brown como Shannon

O verdadeiro Ray McElrathbey apareceu como o outro jogador de futebol chamado Raheem. O ex-quarterback da Universidade do Alabama, Blake Sims, também aparece, em sua estreia como ator, como quarterback da UAF.

## Produção
Em julho de 2019, foi anunciado que Reginald Hudlin estava dirigindo o filme, que seria transmitido pelo Disney+.
As filmagens começaram em setembro daquele ano na Carolina do Sul, com Jay Reeves, Thaddeus J. Mixson, Corinne Foxx, Luke Tennie, Matthew Glave e Hunter Sansone. As filmagens também aconteceram em Atlanta, e finalizado em meados de novembro.

## Lançamento
Safety foi lançado em 11 de dezembro de 2020, no Disney+.

### Resposta crítica
No Rotten Tomatoes, o filme detém um índice de aprovação de 82% baseado em 38 avaliação, com uma média de 6,4 / 10. O consenso dos críticos do site diz: "Os fãs de dramas esportivos edificantes encontrarão Safety nesta história baseada em fatos habilmente contada sobre um atleta superando adversidades". No Metacritic, tem uma pontuação média ponderada de 55 em 100, com base em nove críticas, indicado "críticas mistas ou médias".